# Priestess
Priestess es una banda de stoner metal canadiense formada en 2003 por Mikey Heppner (vocalista y guitarra solista), Mike Dyball (bajo), Vince Nudo (vocalista y batería) y Dan Watchorn (vocalista y guitarra rítmica).

## Biografía
Priestess se formó en 2003. Mike Heppner tocaba con un grupo llamado The Dropouts cuando tres de sus miembros se fueron a Nueva York para formar un nuevo grupo llamado The Stills. Así nació Priestess. En 2005 la banda lanzó su álbum debut, Hello Master. Este vio la luz en 2006 en Estados Unidos. En la primavera de 2006 la agrupación salió de gira para promocionar el disco, en la que tocaron con grupos como The Sword, Early Man o Diamond Nights.
Una versión remasterizada de Hello Master salió en junio, y más conciertos fueron programados. Coincidiendo con el relanzamiento del álbum, canciones como "Talk to Her" y "Lay Down" comenzaron a tener oyentes asiduos y pronto llegaron las demandas en las radios de rock. En octubre de 2006 la agrupación se unió a la banda del guitarrista Zakk Wylde, Black Label Society, en una gira que duró hasta mediados de diciembre. En 2007 la banda tocó por primera vez en Europa con hitos del thrash metal como Megadeth. En el año 2009 la banda lanzó su segundo álbum de estudio, Prior to the Fire, con canciones destacadas como "Lady Killer", "Firebird" y "We Ride Tonight".

La banda estuvo de gira con Early Man y The Trigger Effect en Canadá y los Estados Unidos, y para el lanzamiento internacional, con Bigelf en Europa y High on Fire en Estados Unidos. La banda realizó otra gira por Canadá en julio.
El 3 de septiembre de 2012, tras un largo periodo de silencio, Heppner anunció que la banda se encontraba grabando su tercer álbum de estudio. A finales de ese mismo año se anunció que los músicos de la banda emprenderían algunos proyectos en solitario. Hasta la fecha, un tercer álbum de estudio todavía se encuentra en proceso.

## Discografía

### Álbumes
- Hello Master (2005)
- Prior to the Fire (2009)

### Sencillos
- "Run Home" (2006)
- "Lay Down" (2006)
- "Talk To Her" (2006)
- "Blood" (2007)
- "I Am The Night, Colour Me Black" (2007)
- "Lady Killer " (2010)